# Кальченко Степан Власович
Степан Власович Кальченко (18 (31) грудня 1908 , Карашина, Київська губернія  — 9 грудня 1996 , Москва ) — радянський державний і партійний діяч, міністр сільського господарства Російської РФСР (1959—1960). Депутат Верховної Ради СРСР 6-го скликання, депутат Верховної Ради РРФСР 5-го скликання. Кандидат у члени ЦК КПРС у 1961—1966 роках.

## Біографія
Степан Власович Кальченко народився 31 грудня 1908 року в селі Карашина Канівського повіту Київської губернії (нині Корсунь-Шевченківський район Черкаської області) в родині залізничного кондуктора. З чотирнадцятирічного віку почав трудове життя, був наймитом, робітником цегельного заводу.
Трудову діяльність Степан Кальченко почав у 1925 році чорноробом на заводі. В 1928 році, після закінчення сільськогосподарського технікуму, по путівці Наркомзему СРСР був направлений на роботу до Батуринського району Шадринського округу Уральської області районним агрономом.
З 1930 по 1938 рр. він працював старшим агрономом Батуринської машинно-тракторної станції, потім - старшим агрономом та директором Шадринського зернорадгоспу (Челябінська область, нині Курганська область Російської Федерації). Також Степан Кальченко брав активну участь у колективізації селянських господарств.
Член ВКП(б) з 1931 року.
У 1937 році Степан Кальченко був призначений Наркоматом радгоспів РРФСР начальником Управління вівчарського господарства Народного комісаріату зернових і тваринницьких радгоспів РРФСР. У 1942 році Степан Власович закінчив сільськогосподарську академію імені К. А. Тімірязєва і був направлений на роботу до Шадринского зернорадгоспу директором.
З 1943 по 1947 рік був директором Курганського обласного тресту зернових радгоспів.
З 1947 по 1948 рік — начальник Курганського обласного управління сільського господарства. 21 грудня 1947 року Степан Кальченко був обраний депутатом Курганської обласної Ради депутатів трудящих II скликання. Був також членом облвиконкому. 
З 1948 року по 1950 рік — 1-й заступник голови Виконавчого комітету Курганського обласної Ради, відповідальний за сільське господарство області. 
З 1950 по березень 1952 року — завідувач сільськогосподарського відділу; 2-й секретар Курганського обласного комітету ВКП(б). 17 грудня 1950 року обраний депутатом Курганського обласної Ради III скликання. 
17 березня 1952 року постановою III-ї сесії Виконавчого комітету Курганського обласної Ради III-го скликання його було затверджено головою Виконавчого комітету Курганського обласної Ради депутатів трудящих - головою виконкому Курганської обласної Ради III скликання. Також він депутат обласної Ради IV скликання (1952-1954 рр.). В жовтні 1952 року Степан Кальченко брав участь у роботі XIX з'їзду КПРС у Москві.
З 1954 року Степан Кальченко переїхав до Москви, де працював з 1954 по 1958 рік заступником міністра сільського господарства СРСР.
У квітні 1958 — липні 1959 року — голова виконавчого комітету Кіровської обласної ради депутатів трудящих.
16 квітня 1959 — 14 червня 1960 року — міністр сільського господарства Російської РФСР.
З липня 1960 по грудень 1962 року був головою Виконавчого комітету Алтайської крайової Ради депутатів трудящих. Потім з грудня 1962 по грудень 1964 року — головою Виконавчого комітету Алтайської сільської крайової Ради депутатів трудящих. У грудні 1964 року Степан Кальченко був призначений головою Виконавчого комітету Алтайської крайової Ради депутатів трудящих.
Наступні двадцять років (1966—1986 рр.) Степан Кальченко працював першим заступником директора ВДНГ СРСР.
У 1986 році він вийшов на пенсію.
З 31 жовтня 1961 року по 29 березня 1966 року Степан Кальченко був кандидатом у члени ЦК КПРС (обраний на XXII з'їзді КПРС).
Степан Власович Кальченко помер в Москві 9 грудня 1996 року.
Похований на Троєкуровському кладовищі.

## Нагороди та звання
- орден Червоної Зірки (1945)
- орден «Знак Пошани» (1949)
- два ордени Трудового Червоного Прапора (29.12.1978,)
- орден Дружби народів (30 грудня 1983), за багаторічну плідну роботу по організації пропаганди досягнень науки, техніки і передового досвіду в сільському господарстві і в зв'язку з семидесятипятиріччям з дня народження
- медаль «За доблесну працю у Великій Вітчизняній війні 1941-1945 рр..»